# Округ Френклин (Тексас)
Округ Френклин (енгл. Franklin County) је округ у америчкој савезној држави Тексас. По попису из 2010. године број становника је 10.605.

## Демографија
Према попису становништва из 2010. у округу је живело 10.605 становника, што је 1.147 (12,1%) становника више него 2000. године.
| Група             | 2000.         | 2010.         |
| Белци             | 8.129 (85,9%) | 8.601 (81,1%) |
| Афроамериканци    | 373 (3,9%)    | 417 (3,9%)    |
| Азијати           | 20 (0,2%)     | 50 (0,5%)     |
| Хиспаноамериканци | 842 (8,9%)    | 1.333 (12,6%) |
| Укупно            | 9.458         | 10.605        |